# Andrej Zintsjenko
Andrej Zintsjenko (Russisch: Андрей Зинченко) (Samara, 5 januari 1972) is een voormalig Russisch wielrenner. Hij maakte vooral indruk in de Ronde van Spanje, maar kon daarbuiten niet overtuigen in andere belangrijke wedstrijden en won verder slechts etappes en kleine koersen op het Iberisch Schiereiland.

## Belangrijkste overwinningen
1998
- 13e etappe Ronde van Spanje
- 15e etappe Ronde van Spanje
- 20e etappe Ronde van Spanje

1999
- Escalada a Montjuïc

2000
- 14e etappe Ronde van Spanje

2001
- 6e etappe Ronde van Portugal

2002
- 2e etappe Ronde van Asturië

2003
- 2e etappe Ronde van Alentejo
- Eindklassement Ronde van Alentejo

## Resultaten in voornaamste wedstrijden
| Jaar | Ronde van Italië | Ronde van Frankrijk | Ronde van Spanje |
| ---- | ---------------- | ------------------- | ---------------- |
| 1995 |                  |                     | opgave           |
| 1996 |                  |                     | 41e              |
| 1997 |                  |                     | 119e             |
| 1998 | opgave           |                     | 14e (3)          |
| 1999 | 12e              |                     | 24e              |
| 2000 |                  |                     | 27e (1)          |

| Jaar | Milaan-San Remo | Ronde van Lombardije |  | WK op de weg |
| ---- | --------------- | -------------------- |  | ------------ |
| 1995 |                 |                      |  |              |
| 1996 |                 |                      |  |              |
| 1997 |                 |                      |  |              |
| 1998 | 170e            | 9e                   |  | 14e          |
| 1999 |                 | 16e                  |  |              |
| 2000 |                 |                      |  |              |

## Ploegen
- 1994 - Porcelana Santa Clara
- 1995 - Porcelana Santa Clara
- 1996 - Porcelana Santa Clara-Samara
- 1997 - Estepona en Marcha
- 1998 - Vitalicio Seguros-Grupo Generali
- 1999 - Vitalicio Seguros-Grupo Generali
- 2000 - LA-Pecol
- 2001 - LA-Pecol
- 2002 - LA-Pecol
- 2003 - LA-Pecol
- 2004 - Milaneza-Maia
- 2005 - Milaneza-Maia
- 2006 - Riberalves-Alcobaça

Wielerploegen van Andrej Zintsjenko
Aggiano ·
Aparicio ·
Benítez ·
Blanco ·
Buenahora ·
Casero ·
Clavero ·
Domínguez ·
Ferrigato ·
Freire ·
D. García · 
F. García ·
González de Heredia ·
Horrillo ·
Indurain ·
Manchon ·
Mercado ·
Rincón ·
Salmerón ·
Smetanin ·
Steinhauser ·
Zintsjenko
Aggiano ·
Benítez ·
Blanco ·
Buenahora ·
Casero ·
Cerezo ·
Clavero ·
Domínguez ·
Freire  ·
D. García · 
F. García ·
Á. González de Galdeano · 
I. González de Galdeano ·
González de Heredia ·
Horrillo ·
Indurain ·
Manchon ·
Medina ·
Mercado ·
Parra ·
Peña ·
Salmerón ·
Smetanin ·
Zintsjenko